# Palindroma morogorom
Espèce
Palindroma morogorom est une espèce d'araignées aranéomorphes de la famille des Zodariidae.

## Distribution
Cette espèce est endémique de Tanzanie. Elle se rencontre dans les monts Udzungwa et les monts Uluguru.

## Description

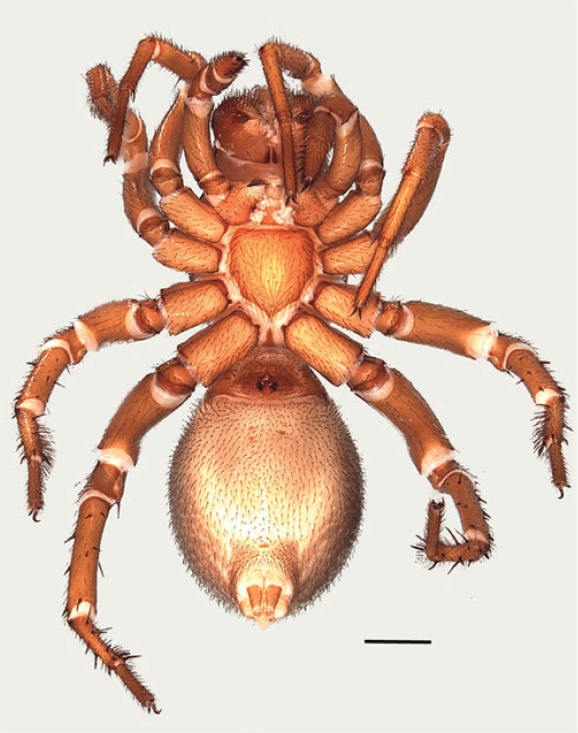
Palindroma morogorom ♀

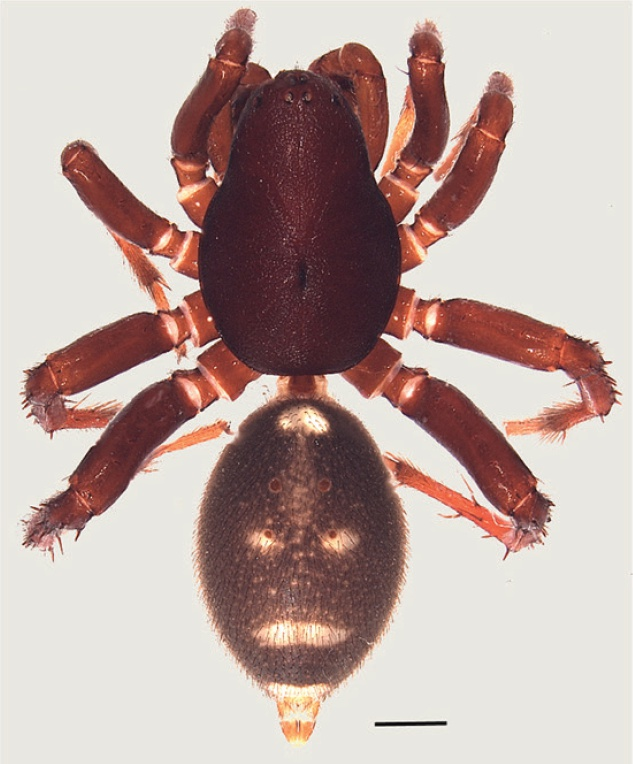
Palindroma morogorom ♂

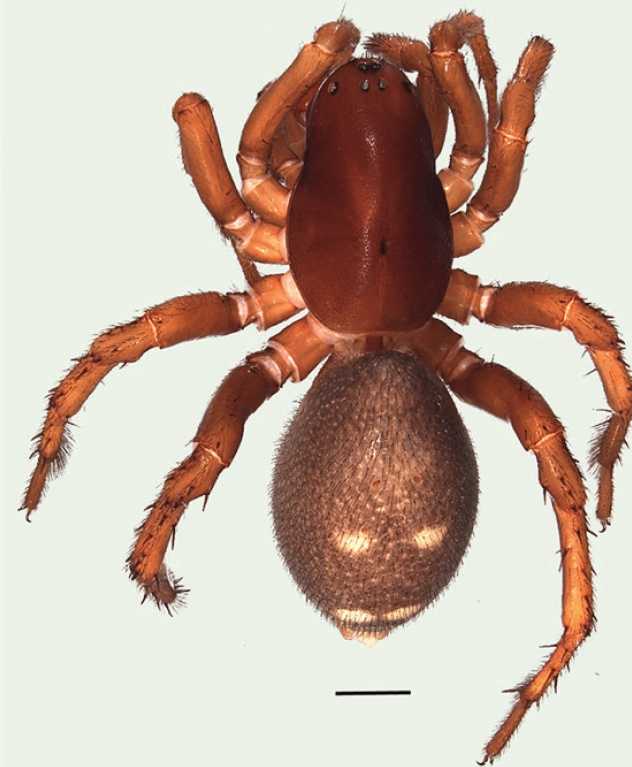
Palindroma morogorom ♀

Le mâle holotype mesure 8,02 mm et la femelle paratype 9,30 mm.

## Étymologie
Son nom d'espèce lui a été donné en référence au lieu de sa découverte, la région de Morogoro.

## Publication originale
- Jocqué & Henrard, 2015 : The new spider genus Palindroma, featuring a novel synapomorphy for the Zodariidae (Araneae). European Journal of Taxonomy, vol. 152, p. 1-33 (texte intégral).